# Эниэл

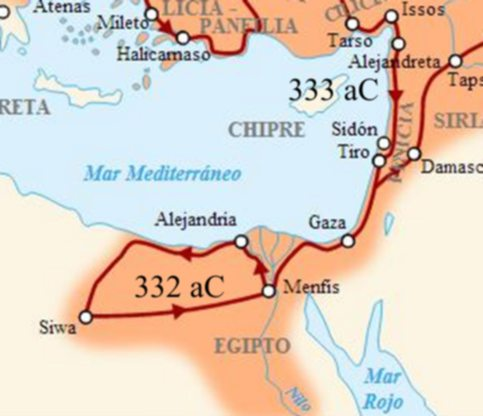
Действия македонской армии в 333—332 годах до н. э.

Эниэл (Энил, Эйнел; финик. Ain-el) — царь Библа во второй половине IV века до н. э.

## Биография
Эниэл упоминается в трудах античных авторов как царь Библа, во второй половине IV века до н. э. владевший городом с согласия правителей Ахеменидской державы. Предполагается, что он получил престол после царя Адрамелеха, правление которого датируется серединой IV века до н. э.
Известно, что в 334 году до н. э. библские корабли участвовали в походе персидского флота в Эгейское море. Среди флотоводцев, возглавивших этот поход, были правители наиболее крупных городов Финикии: Абдастарт II Сидонский, Азимилк Тирский и Герострат Арвадский. Вероятно, что и Эниэл также лично участвовал в этом походе.
Когда же в 332 году до н. э. македонская армия подошла к Библу, Эниэл признал своим верховным правителем царя Александра Великого. Эниэл отправил библский флот участвовать в осаде города Тира, и тем заслужил полное прощение македонского царя.
Никаких других свидетельств его правления не сохранилось. Известны несколько монет, изготовленных в правление Эниэла, на которых выбита надпись «царь Библа». Эниэл — последний из упоминаемых в исторических источниках библских царей.